# Koji Sakamoto
Koji Sakamoto (坂本 紘司, Sakamoto Koji) est un footballeur japonais né le 3 décembre 1978. Il évolue au poste de milieu de terrain.

## Biographie
En novembre 2012, il prend sa retraite sportive.

## Palmarès
- Finaliste de la Coupe de la Ligue japonaise en 1997 avec le Júbilo Iwata